# Phillip Simmonds
Phillip Simmonds (* 18. Mai 1986 in Brookhaven, New York) ist ein ehemaliger US-amerikanischer Tennisspieler.

## Karriere
Simmonds war in seiner Zeit als Junior sehr erfolgreich. Er erreichte mit dem Junior-Davis-Cup-Team 2002 das Finale. Im selben Jahr gewann er die Doppelkonkurrenz des Orange Bowl. 2003 kam der Titel bei den Australian Open dazu, den er jeweils mit Scott Oudsema gewann. Zwei weitere Male stand er im Doppel bei einem Grand-Slam-Turnier im Halbfinale. In der Junior-Weltrangliste erreichte er Anfang 2004 den 2. Platz.
2005 begann er regelmäßig bei den Profis Turniere zu spielen. In diesem Jahr spielte er hauptsächlich Turniere der ITF Future Tour und der ATP Challenger Tour, bekam in Washington dank einer Wildcard auch seinen ersten Einsatz auf der ATP World Tour. Sein erstes Profijahr beendete er auf Rang 339 der Weltrangliste. 2006 wurde sein erfolgreichstes Jahr. Neben seinem ersten Future-Titel im Einzel triumphierte er auch beim Challenger in León. Im Finale besiegte er Dick Norman. Zudem schaffte er häufig den Einzug in Challenger-Viertelfinals, sodass er im Oktober 2006 mit Platz 219 auf seinem Karrierehoch stand. Zuvor spielte Simmonds bei den US Open gegen Richard Gasquet sein einziges Einzelmatch bei einem Grand-Slam-Turnier; im Doppel verlor er neben diesem Jahr auch 2004 und 2007 jeweils in der ersten Runde.
2007 sowie 2008 schaffte es der US-Amerikaner bei keinem Challenger mehr als ein Match zu gewinnen. So fiel er aus dem Top 400 der Welt. Im Doppel lief es besser für ihn und er erreichte im Juni 2007 mit Rang 200 seinen Karrierebestwert. 2007 und 2008 gewann er sein zwei einzigen Challengers im Doppel. Insgesamt kam er in seiner Karriere auf drei Futuretitel im Einzel und sechs im Doppel. Nachdem Simmonds 2009 und 2010 nicht mehr unter den besten 500 Spielern gelistet wurde, konnte er 2011 nochmal ein wenig überraschen, als er sich für das ATP-Turnier in Atlanta qualifizierte. Dort unterlag er Lleyton Hewitt. Zuletzt spielte er hauptsächlich bei Futures, ehe er 2012 seinen regelmäßigen Spielbetrieb einstellte. 2015 kam er für drei Turniere nochmal zurück, bis er seine Karriere endgültig beendete.

## Erfolge
| Legende (Anzahl der Siege)  |
| Grand Slam                  |
| ATP World Tour Finals       |
| ATP World Tour Masters 1000 |
| ATP World Tour 500          |
| ATP World Tour 250          |
| ATP Challenger Tour (3)     |

### Einzel

#### Turniersiege
| Nr. | Datum          | Turnier | Belag     | Finalgegner | Ergebnis       |
| --- | -------------- | ------- | --------- | ----------- | -------------- |
| 1.  | 23. April 2006 | Léon    | Hartplatz | Dick Norman | 3:6, 7:64, 6:2 |

### Doppel

#### Turniersiege
| Nr. | Datum          | Turnier     | Belag     | Partner        | Finalgegner                            | Ergebnis         |
| --- | -------------- | ----------- | --------- | -------------- | -------------------------------------- | ---------------- |
| 1.  | 6. Januar 2007 | Nouméa      | Hartplatz | Alex Kuznetsov | Thierry Ascione Édouard Roger-Vasselin | 7:65, 6:3        |
| 2.  | 26. April 2008 | Baton Rouge | Hartplatz | Tim Smyczek    | Ryan Harrison Michael Venus            | 2:6, 6:1, [10:4] |